# Wittighausen
Wittighausen település Németországban, azon belül Baden-Württembergben. Lakosainak száma 1735 fő (2023. december 31.). Wittighausen Igersheim, Lauda-Königshofen, Grünsfeld, Großrinderfeld, Bütthard és Kirchheim községekkel határos.

## Népesség
A település népessége az elmúlt években az alábbi módon változott:
| Lakosok száma | 1983 | 1941 | 1932 | 1751 | 1703 | 1725 | 1732 | 1731 | 1630 | 1735 |
|               | 1961 | 1967 | 1974 | 1980 | 1987 | 1993 | 2000 | 2006 | 2013 | 2023 |